# Simsjögurka
Simsjögurka (Bathyplotes natans) är en sjögurkeart som först beskrevs av Michael Sars 1868.  Simsjögurka ingår i släktet Bathyplotes och familjen slangsjögurkor. Arten har ej påträffats i Sverige. Inga underarter finns listade i Catalogue of Life.